# 听觉游戏
听觉游戏是一种在电子设备上玩的游戏。它类似于电视游戏，但僅有聽覺和觸覺感受而非視覺感受。
听觉游戏原来的出发点是「失明人士使用」的游戏，而开发者大多是业余和失明的程序员。但越来越多人对听觉游戏感兴趣，范围从声音艺术家、游戏易用性调查员、手机游戏开发者到主流电视游戏玩家。大多数听觉游戏运行在电脑平台，虽然也有少数给掌上设备和电视游戏机使用的听觉游戏。听觉游戏也具有电视游戏那样多样的游戏类型，例如：冒险游戏、赛车游戏等。

## 听觉游戏的历史
在有Windows这类图形操作系统以前，大多数家用电脑使用DOS或其它基于文字的操作系统。基于文字就意味着无论用户是否有视力障碍，都不会影响他们使用的易用性。这也意味着，文字冒险游戏对于两种类型的用户的易用性是相同的。不管怎样，电脑功能越强，结果是出现视觉效果更丰富的游戏。这导致了在给有正常视力人士和给失明人士的电子游戏间产生了巨大的代沟，而且代沟还在不断的拉远。当有视力的玩家在神秘岛和最终幻想的3D游戏世界中冒险时，失明玩家不得不玩21点、海战等更平常的游戏。
但是当电子游戏产业开始繁荣时，一些业余游戏设计师开始为电子游戏中加入声响以方便失明人士。不久他们开始开发自己的游戏，不完全是基于存在的游戏概念，而是基于声音的可能性。

## 当前的市场状况
大多数听觉游戏被几家小公司（由只有1至4人组成的小组构成）开发。主要听众仍然是有视力障碍的用户。但随着商业利益的稳定增长。在1999年，一家名叫Warp的日本公司开发了名为《Real Sound: Kaze no Regret》的游戏。它在SEGA Saturn和Dreamcast主机上发行，它以「完全没有视觉，只有声音」为号召。游戏的方法是像在《D2》和《Enemy Zero》中那样找路来提高游戏可玩性。
因为不需要屏幕，手机游戏市场对听觉游戏也非常感兴趣。艺术家和学生已经开始疯狂地进行听觉游戏的实验，探索听觉游戏的可能性和限制。游戏市场也因为游戏易用性的问题，逐步把更多关注投入到听觉游戏中。
不能再把听觉游戏想为「只」给失明人士的游戏。它们是「用听觉」来进行的游戏。直到现在，游戏挑战使用骰子、卡片、棋盘、球类，甚至电脑屏幕来呈现。听觉游戏把这个领域拓展到了任何关于声音的方面。